# Naziritor zhobensis
Naziritor zhobensis är en fiskart som först beskrevs av Mirza, 1967.  Naziritor zhobensis ingår i släktet Naziritor och familjen karpfiskar. Inga underarter finns listade i Catalogue of Life.